# Атаниязов, Камилджан
Камилджан Атаниязов (узб. Комилжон Отаниёзов, Komiljon Otaniyozov) (22.07.1917, село Буйрачи, Хивинское ханство (ныне пос. Буйрачи Шаватского района Хорезмской области Республики Узбекистан — 05.11.1975, Ташкент — узбекский певец, музыкант (тор), актёр и композитор. Народный артист Узбекской ССР (1949), Туркменской ССР (1964), Каракалпакстана (1968).

## Биография
Учился у Бола бахши (жанр эпосов), Матпано Худайберганова (жанр хорезмских песен). Окончил Ташкентское музыкальное училище (1955), учился в Ташкентской консерватории (1955—56).
Работал певцом и актёром в театрах Хорезмской области (1936—52), в том числе создал образы Фархода («Фарход и Ширин»), Тахира, Парфи хофиза («Тахир и Зухра»), Кадыра («Гульсара»), Даврон ота («Даврон ота»). Создал ансамбль песни и танца в Хорезмском областном театре (1949), организовывал концерты.
В 1957—75 годах был солистом в Государственной филармонии Узбекистана, создал в 1957 году Ансамбль хорезмской песни и танца при филармонии (ныне ансамбль «Лазги», в 1957—59 и 1963—68 работал его художественным руководителем), в 1967 году создал народный ансамбль при Ташаузском драматическом театре (Туркменистан), в 1973— 74 годах создал ансамбль «Феруз» в Шаватском районе.
В 1930-х годах начал петь сложные народные песни, эпосы. Славился прекрасным исполнением хорезмского песенного жанра Сувора. Создал новейшие методы хорезмской музыкальной школы. В качестве композитора написал песни «Salom, senga Xorazmdan» («Привет тебе из Хорезма»), «Muborak», «Vatan» («Родина»), «Olqish», «Temir yoʻl» («Железная дорога»), «Oʻzbekiston» («Узбекистан»), «Xorazm» («Хорезм») и другие. Создал музыкальные драмы «Азиз и Санам» и «Влюблённый Гариб» (совместно с А. Степановым), «Последний хан» (совместно с С. Хаитбоевым) и др. Гастролировал в азиатских странах.
Как певец — яккахон (солист) на профессиональной сцене он явился инициатором исполнения узбекских песен с таром. В свое время он был единственным артистом, который выступал как певец, композитор, музыкант и поэт, причем вся программа его выступлений была аранжирована и создана им. Он принёс в узбекскую музыку творчество туркменских поэтов Махтумкули и Молланепеса. Оба они учились в Хорезме и писали кроме туркменского и на староузбекском языке. Вместе с поэзией Махтумкули и других поэтов мистиков (Машраб, Хувайдо, Гойиби и т. д.) он создал нравственно назидательное направление в песенном искусстве. Он является единственным исполнителем 6,5 мугамов Харезма. Позднее они были изданы композитором Матниязом Юсуповым в 10-ти томах. Благодаря его музыке приобрели новое звучание «На бўлди ёрим галмади?», «Ёрнинг гули галди», «Найлайин», «Галар саллона-саллона», «Болама ўхшайди овозинг сани» («Похож голос твой») — с Гариб Санама. Ф. Умаров после него спел «Сабо этсанг», «Догман», «Азиз Ватаним» («Дорогая Родина»), Т. Кодиров «Догман», «Фасли навбахор ўлди», «Истабки гўзал ёрни», а успехи Олмахон Хаитовой и Насибы Абдуллаевой в начале карьеры — это сплошь его песни. Музыка его мелькает и в творчестве Шерали Джураева и многих других знаменитых певцов.
«Что значит Камилджан Атаниязов для песенного искусства Узбекистана? — то же, что и Алишер Навои для узбекской литературы», — сказал земляк Камилджана Атаниязова поэт Омон Матжон.

## Ученики
- Олмахон Хаитова
- Атаджан Худайшукуров
- Бабамурад Хамдамов

## Награды и звания
- Орден «Буюк хизматлари учун» (25 августа 2000 года) — посмертно[1]